# Cutervodesmus orghidani
Cutervodesmus orghidani är en mångfotingart som först beskrevs av Ionel Grigore Tabacaru 1996.  Cutervodesmus orghidani ingår i släktet Cutervodesmus och familjen Fuhrmannodesmidae. Inga underarter finns listade i Catalogue of Life.